# Kołybki
Kołybki – wieś w Polsce położona w województwie wielkopolskim, w powiecie wągrowieckim, w gminie Damasławek.
W latach 1975–1998 miejscowość administracyjnie należała do województwa pilskiego.

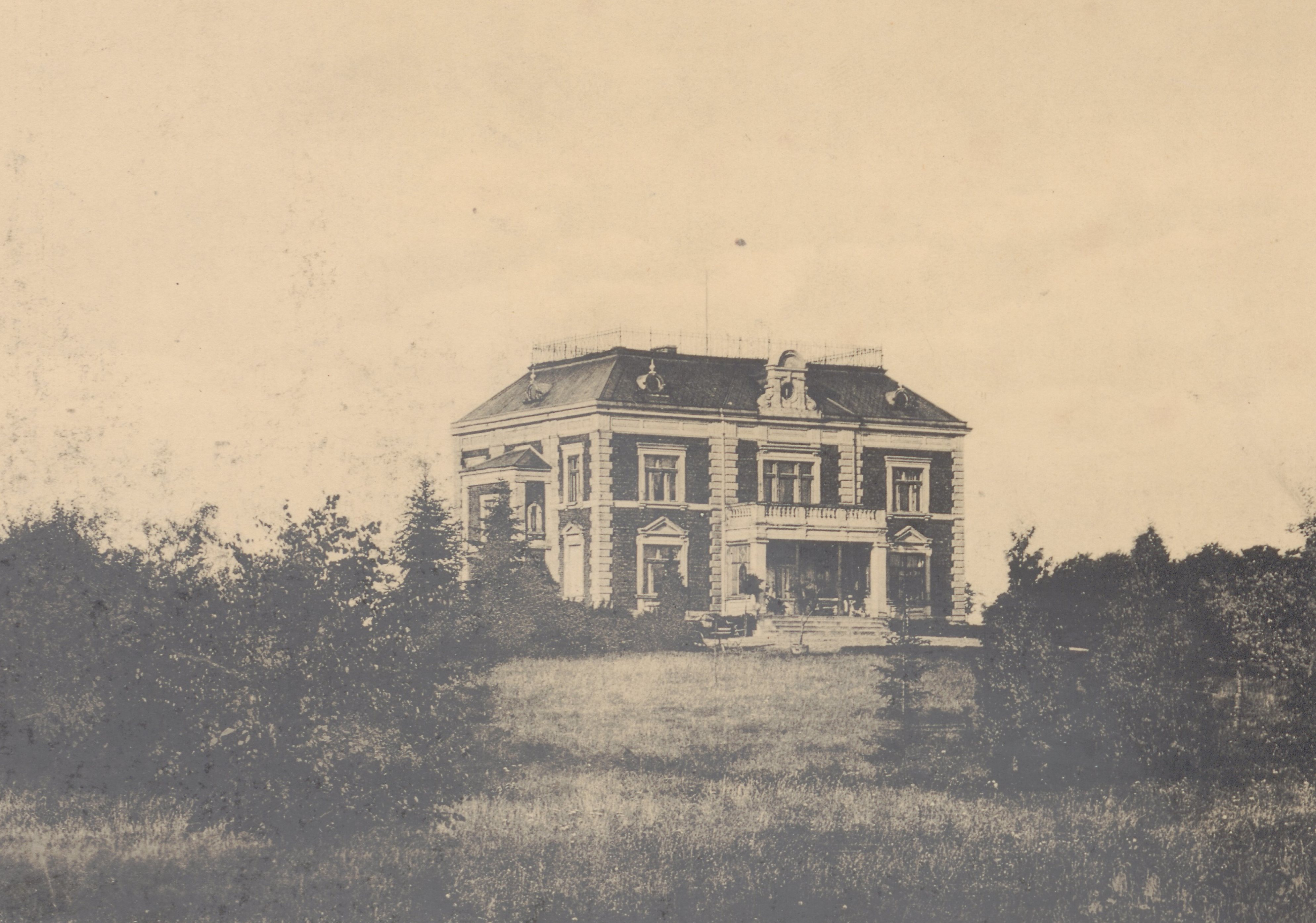
Widok dworu przed 1912